# 格尔夏
格尔夏（1920年10月27日—），蒙古族，新疆乌苏人，中國共產黨黨員，中华人民共和国官员，曾任博爾塔拉蒙古自治州首任黨委書記。

## 生平

### 早年生涯
他來自民国新疆省乌苏县伊克蘇木賽日鄉一个贫困的蒙古族雇农家庭，其父親為察哈爾阿拉西（察哈爾意思是僕人）。1920年10月27日出生，起初名叫乌马。1923年秋，因为當地俗稱「百斯王」的蒙古族頭人鄧金阿拉西的女儿格尔夏巴尼（藏语名，原是西藏一水果名）得天花昏迷，3岁的乌马被拉到将金郭棱（将军沟）百斯王的王爷府做「倒郎娃」（替死娃），和王爷的女儿格尔夏巴尼交换了名字，自此乌马改名格尔夏巴尼（不過其女兒還是死於天花）。格尔夏此後留在王府成了小喇嘛，学习藏文、蒙古文。六、七年后，突患怪病，脖子肿大并流脓，王爷叫人将他送回家，哥哥领他到乌苏县城看病，被苏联医疗队治愈。10岁时，进入乌苏县四棵树小学学习。15岁时，考入迪化蒙、哈、克简易师范学校。
17岁时，从师范学校被录取进入新疆陆军军官学院政治理论系（预科一年）学习，他由此接触中国共产党人及共产主义理论。该校是按苏联模式管理的全新的军事院校，八路军迪化办事处的陈潭秋、毛泽民、林基路、任锡英等人常来该校讲课。1943年9月，兼任校长的盛世才来校召开大会，公开反苏反共，并且宣布了两条命令：一、学校全体教职员工即日起集体加入中国国民党。二、立即停用苏联教材，改用中国国民党的政治军事教材，并将校名改为中央陆军军官学校第九分校。此后，中国国民党军官及部队进驻该校，异党活动遭到查禁，学员学习时间被延长一年。1944年4月，格尔夏毕业离校。格尔夏和两个同班同学多尔吉、达拉被分配到和丰县（今和布克赛尔蒙古自治县）参加组建蒙古保安团（下辖三个连），以防乌斯满土匪，三人都任排长。两个月之后，格尔夏所在团奉命护送运粮队到阿勒泰。1944年11月，在随队大喇嘛宗古鲁的鼓动下，运粮队在福海发生哗变，格尔夏随哗变人群越境入苏联哈萨克斯坦共和国芒勒克地区（靠近中国阿尔泰专区吉木乃县）。

### 三区革命
到芒勒克后的冬季，格尔夏一直住在一位苏联大妈的小木屋，她有一个孙女。格尔夏还帮她们干活。但苏联政府以禁止非法居住为由，命令这批逃来的中国边民全体出境。1945年3月，格尔夏只好再随人群回到中国新疆。刚过境便遇到吉木乃县的胡加河买提游击队，格尔夏加入胡加河买提游击队的第二蒙古队任副队长，队长土布屯古孜达是蒙古千户长。从此，格尔夏参加了三区革命。三区革命时期，他使用的名字是格尔夏巴尼·阿拉西诺夫。
1945年8月，格尔夏所在部队和伊犁来的民族军一同行军到和丰县，参加了围攻王爷府喇嘛庙战役（今和布克赛尔蒙古自治县人民政府所在地），其间还搭救了三位汉族女青年。格尔夏还先后参加过塔城、阿勒泰等地的多次战斗。曾在乌苏县公安局任职。
1947年1月，三区革命政府前线总指挥部情报局得知，大安集海察汗盖干喇嘛庙的上层喇嘛、部落头人，与沙湾县县长哈里别克勾结，企图反叛三区革命政府，进攻民族军。总指挥部派格尔夏打入喇嘛庙侦察，同时派乌苏县公安局的维吾尔族情报员毛拉巴拉当他的联络员。格尔夏成功完成任务，于1947年7月底哈里别克即将进攻三区时奉命赶回总指挥部，向情报局局长买买提伊敏·哈里帕提阿吉、三区革命领导人阿不都克里木·阿巴索夫、前线代总司令哈山诺夫、特别苏联顾问艾里克桑德尔·伊瓦诺夫汇报，受到他们及阿合买提江·哈斯木赞扬。随后，他又奉命再到大安集海，成功劝说察汗盖干喇嘛庙投向三区革命政府。1947年8月上旬，他回到乌苏县，向前线总司令和苏联顾问汇报，获颁一枚金制的自由勋章、一枚英雄勋章。1947年9月初，晋升为前线总指挥部情报局少校副局长兼乌苏县公安局长。
1947年10月下旬，三区方面的民族军粉碎了哈里别克对乌苏县的进攻。1947年11月上旬，剿匪工作基本结束，前线总司令部派出工作队从事难民善后工作。格尔夏率部分公安人员赴沙湾县乌拉斯台、巴戈安集海等地，见几千名遭到哈里别克部队抢劫的哈萨克牧民正在向乌苏县转移。格尔夏一行抵达大安集海察汗盖干喇嘛庙，得知喇嘛和牧民已分头隐蔽。1947年11月下旬，三区革命政府邀大安集海的十多个曾参加哈里别克叛乱的喇嘛、头人到伊犁的三区政府居住三个月，进一步宣传政策，解除顾虑，1948年1月，全部回到大安集海察汗盖干喇嘛庙。1948年3月，三区革命政府领导人阿合买提江、阿巴索夫、哈山诺夫等人从伊犁带布匹、茶叶等礼物，由格尔夏做向导，专程至大安集海喇嘛庙慰问，受到喇嘛及部落头人欢迎。

### 共和国时期
中华人民共和国成立后，1950年3月25日格尔夏（解放後正式使用简称格尔夏為名）加入中国共产党，成为乌苏县首个加入中国共产党的少数民族干部，胡政是他的入党介绍人。入党后不久，格尔夏调到中共中央新疆分局统战部工作。1950年8月，格尔夏参加了新疆省政府组织的减租反霸学习团（成员大部分为三区革命民族干部，包括安尼瓦尔·贾库林、买买提伊敏·伊敏诺夫、赛都拉·赛甫拉也夫、安尼瓦尔·汗巴巴、阿不列孜·木合买提、阿依木·艾则孜（赛福鼎夫人）、拉西达（包尔汉夫人）等十多人），在新疆省政府副省长高锦纯率领下，到吐鲁番县城郊，参加了一个诉苦斗争大会。
1950年9月，作为第一届国庆节新疆少数民族观礼代表团成员，到北京参加国庆观礼活动，见到毛泽东、周恩来等党和国家领导人。代表团共13人组成，代表团团长赛福鼎·艾则孜，副团长阿不力孜·木哈买提、阿不都热依木·哈萨诺夫，成员有买买提伊敏·伊敏诺夫、帕提汗·苏克尔巴也夫、安尼瓦尔·贾库林、阿满土尔、康巴尔汗、艾尼巴图尔、帕提河巴图尔、伊布拉音巴依、马尔高夫·伊沙哈克夫、格尔夏。另外，新疆歌舞团团长孜牙·赛买提率歌舞团演员康巴尔汗等人参加了在中南海怀仁堂举行的中国各族人民庆祝国庆文艺晚会演出。
1950年11月，刚参加国庆观礼回到新疆不久，格尔夏便随中共中央新疆分局统战部副部长宋均领导的工作组，到伊犁伊宁县的吐鲁番圩子村，参加减租反霸试点工作。在此期间，格尔夏从当地群众中调查了解到当地“恶霸地主”买苏木的大量罪行。从盛世才、中国国民党统治时期到三区革命时期，买苏木一直担任乡约，控制吐鲁番圩子的三个礼拜寺，统治吐鲁番圩子，先后杀害群众26人。买苏木的宅院门前有棵大树，在这棵树上被买苏木吊打的群众有150多人，有16人被打死。格尔夏见到了这棵根部血迹斑斑的“血泪树”，受到很大触动。1950年12月15日，在吐鲁番圩子召开对“恶霸反革命分子”买苏木的公审大会，伊宁县七个区各民族群众600余人参加大会，30多人当场控诉买苏木罪行，公审大会判处“大恶霸地主反革命首恶分子”买苏木死刑。1951年2月，工作组三个月的试点工作即将结束，格尔夏向工作组长宋均汇报，在宋均建议下，格尔夏撰写了《血泪树》一文，报中共中央新疆分局办公厅并送新疆日报社发表。
格尔夏历任博尔塔拉蒙古自治州党委书记（为该自治州首任党委书记）、中共八大代表。1958年3月到北京中共中央高级党校新疆班学习（新疆班共有四十余位厅级以上的少数民族干部，党支部书记为安尼瓦尔·汗巴巴，格尔夏任党支部副书记）。1960年2月新疆班两年学习结束后回到新疆，任中共新疆维吾尔自治区党委候补委员、中共新疆维吾尔自治区党委宣传部副部长。兼任自治区维吾尔、哈萨克拉丁文字改革委员会副主任兼党组副书记（委员会主任先后由阿不都拉·扎克洛夫、艾斯海提·伊斯哈科夫、赛福鼎担任，赛福鼎兼任党组书记）。文化大革命结束后，任石河子农学院院长、新疆生产建设兵团政治部副主任、新疆维吾尔自治区人大常委会委员。1989年，新疆黄埔军校同学会成立，格尔夏长期任副会长。

## 著作
- 《血泪树》
- 《纪念王恩茂同志逝世一周年》
- 《一波三折的新疆少数民族文字改革》[2]
- 《历史的回声：格尔夏回忆录》